# Wolfgang Warsch
 (juillet 2023).
Si vous disposez d'ouvrages ou d'articles de référence ou si vous connaissez des sites web de qualité traitant du thème abordé ici, merci de compléter l'article en donnant les références utiles à sa vérifiabilité et en les liant à la section « Notes et références ».
Wolfgang Warsch, né le 19 février 1980 à Steyr,  est un auteur de jeux de société et biologiste moléculaire autrichien.

## Ludographie sélective
- 2015 : Dream Team
- 2016 : Shadow Master
- 2018 : Brikks
- 2018 : Illusion
- 2018 : The Mind
- 2018 : Les Charlatans de Belcastel
- 2018 : Très futé (de)
- 2019 : Blue banana
- 2019 : Entre les lignes
- 2019 : The Mind Extrême
- 2019 : Longueur d'onde
- 2019 : Vraiment très futé !
- 2019 : Fuji
- 2019 : Les tavernes de la vallée profonde
- 2019 : Sur une échelle de un à T-Rex
- 2021 : Très futé à la puissance 3
- 2022 : Le grand prix de Belcastel !
- 2022 : Très futé ! Kids
- 2022 : Très futé 4 Ever
- 2023 : The Mind - Le devin

## Liste des récompenses et présélections
| Année | Jeu                         | Cérémonie                                   | Catégorie              | État        | Références |
| ----- | --------------------------- | ------------------------------------------- | ---------------------- | ----------- | ---------- |
| 2018  | The Mind                    | Spiel des Jahres                            | Jeu de l'année         | Sélectionné |            |
| 2018  | Les Charlatans de Belcastel | Spiel des Jahres                            | Jeu expert             | Récompensé  |            |
| 2018  | Très futé (de)              | Spiel des Jahres                            | Jeu expert             | Sélectionné |            |
| 2022  | Très Futé ! Kids            | Spiel des Jahres                            | Jeu enfant             | Sélectionné |            |
| 2022  | Le Grand Prix de Belcastel  | Spiel des Jahres                            | Jeu enfant             | Sélectionné |            |
| 2023  | Le Grand Prix de Belcastel  | Festival ludique international de Parthenay | Flip éditeurs : Enfant | Récompensé  |            |